# Emil Stumpp

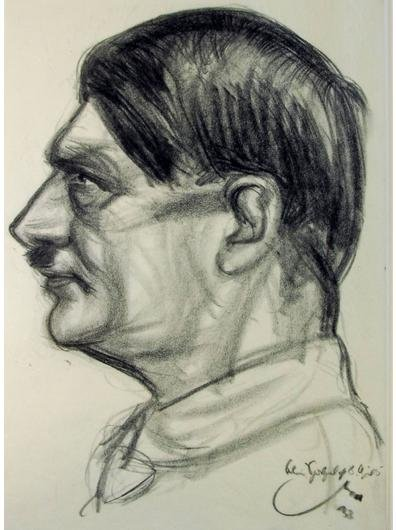
Teckning som föreställer Hitler som ledde till Emil Stumpp hamnade i fängelse.

Emil Stumpp, född 1886, död 1941, var en tysk målare och lärare. Han är mest känd för sina teckningar av kända personer.  Han blev fängslad i ett år 1940, för att han hade ritat ett porträtt av Adolf Hitler.